# دوري أبطال أوروبا لكرة اليد للسيدات
دوري أبطال أوروبا لكرة اليد للسيدات (بالإنجليزية: Women's EHF Champions League)‏ هي منافسة أندية كرة اليد الرسمية للسيدات لقارة أوروبا. يتم تنظيمها بشكل سنوي من قبل الفيدرالية الأوروبية لكرة اليد. يشارك فيها أبطال دوريات أوروبا الأولى. انطلقت للمرة الأولى في سنة 1961 وتقام بنظام المجموعات ويعتبر فريق سبارتك كييف هو الأكثر فوزا بها حيث حققها 13 مرة.